# Amédée de Faucigny-Lucinge
Pour les autres membres de la famille, voir Maison de Faucigny-Lucinge.
Louis-Charles-Amédée de Faucigny-Lucinge (25 août 1755, château de la Motte-en-Bresse - 29 décembre 1801, Londres), marquis de Coligny et comte de Lucinge, est un homme politique français.

## Biographie
Issu d'une vieille famille de la Savoie, Louis-Charles-Amédée de Faucigny-Lucinge est le fils du comte de Lucinge et de Eleonore Charlotte von Sandersleben (petite-fille du prince Léopold-Eberhard de Wurtemberg). Il prend tout jeune du service en France, et devint, avant la Révolution, lieutenant-colonel au régiment de Normandie. Le 3 avril 1789, le bailliage de Bourg-en-Bresse le choisit pour député suppléant de la noblesse aux États généraux. 
Admis à siéger à l'Assemblée, le 15 décembre de la même année, en remplacement de Garron de la Bévière, qui avait donné sa démission, Faucigny de Lucinge compta parmi les défenseurs de l'Ancien Régime. Opposé à toute réforme, il se signala par l'obstination de sa résistance aux idées nouvelles.
Après s'être associé aux protestations de la minorité en date des 12 et 15 septembre 1791, Faucigny-Lucinge émigra, vers la fin de la session, et se rendit à l'armée de Condé. Il passa ensuite en Angleterre, et mourut à Londres.
Son fils Ferdinand de Faucigny-Lucinge, prince de Lucinge, colonel de cavalerie, épousa Charlotte Marie Augustine de Bourbon (1808-1886), comtesse d'Issoudun, fille du duc de Berry et d'Amy Brown.

## Sources
- « Amédée de Faucigny-Lucinge », dans Adolphe Robert et Gaston Cougny, Dictionnaire des parlementaires français, Edgar Bourloton, 1889-1891 [détail de l’édition]